# 베우포르드호슈

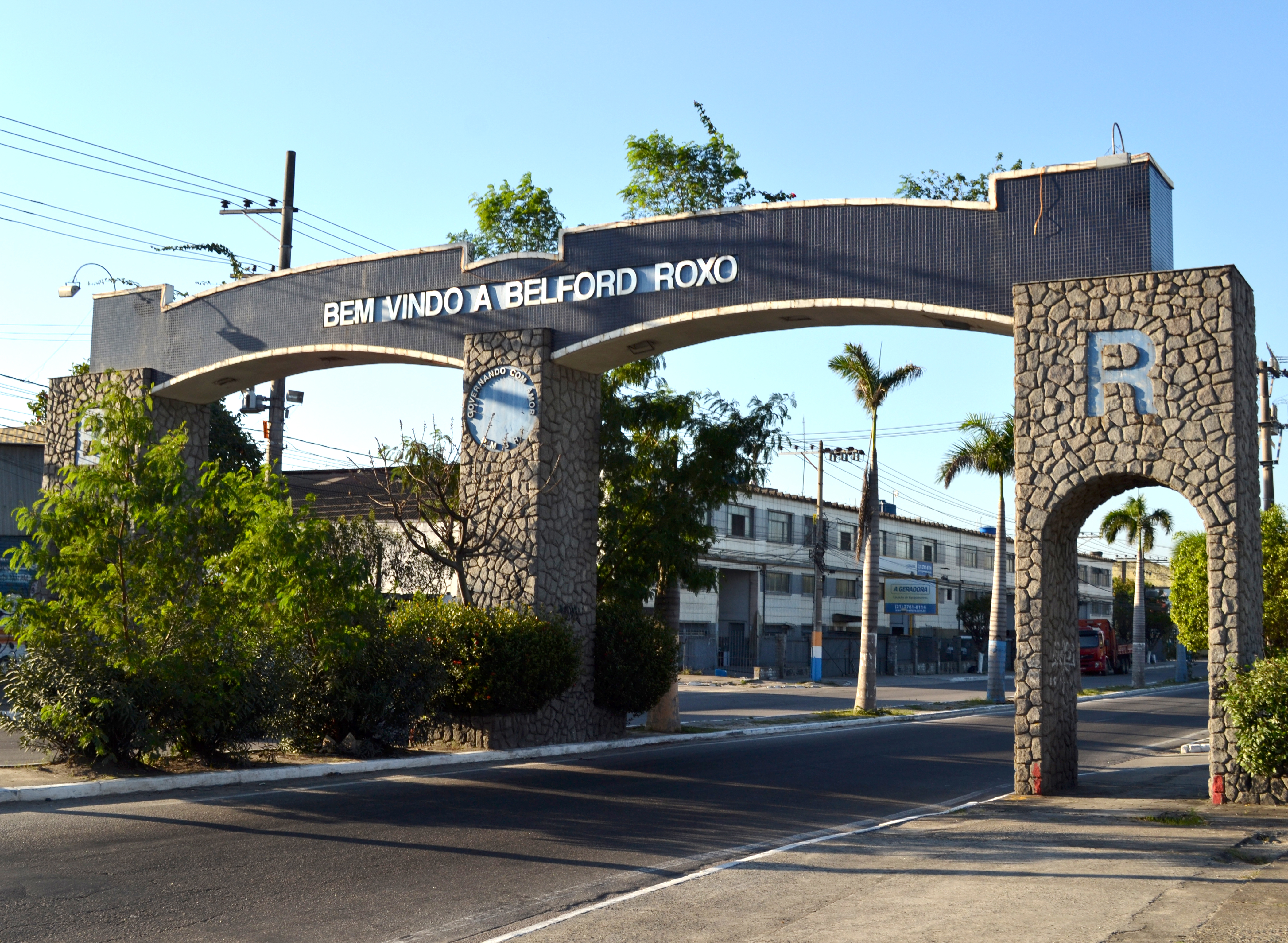
베우포르드호슈

베우포르드호슈(포르투갈어: Belford Roxo)는 브라질 리우데자네이루주의 도시로 면적은 79.791km2, 높이는 38m, 인구는 495,694명(2011년 기준), 인구 밀도는 6,200명/km2이다. 리우데자네이루 도시권에 위치하며 1990년 시로 승격되었다. 도시 이름은 1889년 여름 이 곳에서 발생한 물 부족 문제를 파울루 지 프론칭(Paulo de Frontin)과 함께 수습했던 기술자인 하이문두 테이셰이라 베우포르트 호슈(Raimundo Teixeira Belfort Roxo)에서 유래된 이름이다.